# Frederik Frison
Frederik Frison (né le 28 juillet 1992 à Geel dans la province d'Anvers) est un coureur cycliste belge, membre de l'équipe Q36.5 Pro Cycling Team.

## Biographie
Frederik Frison naît le 28 juillet 1992 à Geel dans la province d'Anvers en Belgique. Il est le petit-neveu d'Herman Frison.
Il fait ses débuts au BC Balen vers l'âge de dix ans. En 2010, en catégorie junior, il remporte le championnat de Belgique du contre-la-montre juniors, ainsi que les titres sur route et contre-la-montre des championnats provinciaux d'Anvers, et prend la septième place du championnat d'Europe du contre-la-montre de sa catégorie.
En 2011, il rejoint l'équipe Ovyta-Eijssen-Acrog, qui a pour but d'amener les meilleurs jeunes du Balen BC vers le professionnalisme,. En 2012, il est deuxième du championnat de Belgique du contre-la-montre espoirs.
Il est engagé par l'équipe Lotto-Belisol U23 en 2013 devenue par la suite Lotto-Soudal U23. Il est à nouveau vice-champion de Belgique du contre-la-montre espoirs, et troisième du championnat sur route de cette catégorie. En 2014, il est neuvième du championnat du monde du contre-la-montre espoirs. L'année suivante, il est champion de Belgique du contre-la-montre élites sans contrat.
Frederik Frison devient stagiaire chez Lotto-Soudal pour la période du 1er août au 31 décembre 2015, comme ses coéquipiers Kenneth Van Rooy et Dries Van Gestel. Il signe un contrat professionnel avec cette équipe en 2016.
Au mois de mars 2018, il termine troisième de la course belge À travers la Flandre-Occidentale-Johan Museeuw Classique remportée par le coureur français Rémi Cavagna.

## Palmarès et classements mondiaux

### Palmarès amateur
- 2009
  - 2ea étape du Prix de Saint-Martin Kontich (contre-la-montre par équipes)
  - 3e du championnat de la province d'Anvers sur route juniors
- 2010
  -  Champion de Belgique du contre-la-montre juniors
  - Champion de la province d'Anvers sur route juniors
  - Champion de la province d'Anvers du contre-la-montre juniors
  - 2e du Kuurnse Leieomloop
  - 7e du championnat d'Europe du contre-la-montre juniors
- 2012
  - Champion de la province d'Anvers du contre-la-montre espoirs
  - 2e du championnat de Belgique du contre-la-montre espoirs
- 2013
  - Champion de la province d'Anvers du contre-la-montre espoirs
  - Liedekerkse Pijl
  - 2e du championnat de Belgique du contre-la-montre espoirs
  - 3e du championnat de Belgique sur route espoirs
- 2014
  - 2e du championnat de la province d'Anvers du contre-la-montre espoirs
  - 9e du championnat du monde du contre-la-montre espoirs
- 2015
  -  Champion de Belgique du contre-la-montre élites sans contrat
  - Omloop van de Braakman

### Palmarès professionnel
- 2018
  - 3e d'À travers la Flandre-Occidentale-Johan Museeuw Classique
  - 3e de la Primus Classic
- 2020
  - 3e du championnat de Belgique du contre-la-montre
- 2023
  - 4e de la Classic Bruges-La Panne
  - 4e de Gand-Wevelgem

### Résultats sur les grands tours

#### Tour de France
3 participations
- 2020 : 145e
- 2022 : 131e
- 2023 : 147e

#### Tour d'Italie
1 participation
- 2018 : 142e

#### Tour d'Espagne
1 participation
- 2021 : abandon (3e étape)

### Classements mondiaux
| Année                                 | 2013 | 2014 | 2015 | 2016  | 2017  | 2018 | 2019  | 2020 | 2021  | 2022  | 2023 | 2024  |
| ------------------------------------- | ---- | ---- | ---- | ----- | ----- | ---- | ----- | ---- | ----- | ----- | ---- | ----- |
| UCI World Tour                        |      |      |      | nc    | 430e  | 330e |       |      |       |       |      |       |
| Classement mondial                    |      |      |      | 2350e | 1288e | 353e | 1359e | 518e | 1422e | 1401e | 194e | 2118e |
| UCI Europe Tour                       | 940e | 979e | nc   | 1571e | 849e  | 207e | 930e  | 425e | 1012e | 953e  | nc   | nc    |
|                                       |      |      |      |       |       |      |       |      |       |       |      |       |
| Légende : nc = non classéSource : UCI |      |      |      |       |       |      |       |      |       |       |      |       |